# Léo Condé
Leonardo Rodrigues Condé (Piau, Minas Gerais, 22 de noviembre de 1973), más conocido como Léo Condé, es un entrenador de fútbol brasileño. Actualmente dirige al Ceará del Brasileirao.

## Trayectoria
Nacido en Piau, Condé se mudó a Juiz de Fora, ambos en el estado de Minas Gerais, a la edad de seis años.En 1996, con 22 años, inició su carrera entrenando las inferiores del Tupi, y trabajó en el club hasta 2001 cuando recibió una invitación del América Mineiro.
En febrero de 2005, Condé se convirtió en entrenador interino del primer equipo del América, en sustitución del despedido Pintado.Dirigió al club en ocho partidos antes de regresar a su puesto anterior y pasó a las categorías inferiores del Atlético Mineiro al año siguiente.
El 16 de marzo de 2009, Condé se convirtió en entrenador por primera vez en su carrera, reemplazando a José Carlos Amaral al frente de su primer club, el Tupi. Dejó el equipo el 7 de junio de 2010para hacerse cargo del Ipatinga de la Serie B.Fue despedido del club el 11 de agosto de 2010 y regresó a Tupi a finales de mes.
El 20 de mayo de 2011, fue anunciado como entrenador del Villa Nova en la Serie D.El 4 de noviembre de 2011, Condé acordó convertirse en el nuevo técnico de Nova Iguaçu para la próxima temporada.Ganó la Copa Río 2012 con el club y se fue de mutuo acuerdo el 30 de abril de 2013.
El 30 de septiembre de 2013, Condé fue anunciado como entrenador del Caldense para la campaña 2014.El 4 de abril siguiente, sin embargo, regresó a Tupi para una tercera etapa, con el club ahora en la Serie C.El 29 de octubre de 2014, tras perder por poco el ascenso, fue despedido de su cargo.
En noviembre de 2014, fue confirmado como entrenador del Caldense.Con este último llegó a la final del Campeonato Mineiro 2015, perdiendo ante el Atlético Mineiro.
El 8 de mayo de 2015, Condé fue nombrado entrenador del Sampaio Corrêa de la Serie B.Dejó el club el 4 de diciembre tras no llegar a un acuerdo sobre nuevos términos y fue nombrado responsable del Bragantino a finales de mes.Sin embargo, fue relevado de sus funciones en mayo de 2016.
En junio de 2016, fue oficializado como técnico del Goiás en reemplazo de Enderson Moreira.También fue destituido el 3 de septiembrey anunciado en el CRB el 30 de noviembre del mismo año donde ocupó el cargo hasta junio de 2017.
El 9 de octubre de 2017, Condé fue anunciado como entrenador del Botafogo-SP.Llevó al club al ascenso a la Serie B en 2018, pero fue despedido el 16 de febrero de 2019 después de un mal comienzo en el Campeonato Paulista.
El 26 de marzo de 2019, fue confirmado como entrenador del Paysandú, pero se fue de mutuo acuerdo el 27 de mayo.Condé aceptó convertirse en entrenador en del São Bento el 25 de noviembre,siendo despedido el 25 de febrero de 2020 tras seis partidos sin ganar.
El 12 de marzo de 2020, Condé fue anunciado de regreso en Sampaio Corrêa para su segunda etapa.Ganó el Campeonato Maranhense y llevó al club a su mejor resultado en la Serie B desde 2006, antes de partir el 30 de enero de 2021.
En enero de 2021, fue presentado en el Novorizontino.Sin embargo, fue despedido en febrero del 2022 luego de una serie de malos resultados.El 21 de marzo del mismo año, inició su tercera etapa en Sampaio Corrêa.No obstante, fue relevado de sus funciones el 17 de noviembre.
El 7 de febrero de 2023, Condé fue oficializado como entrenador del Vitória.Llevó al club a su primer título nacional, ganando la Serie B 2023 y logrando un ascenso al primer nivel.En mayo de 2024, fue relevado de sus funciones a partir de una serie de malos resultados en la Serie A.
En junio de 2024, fue presentado como técnico del Ceará y firmó contrato hasta el final de la temporada.El 25 de noviembre, logró el ascenso a la máxima categoría después de empatar ante Guarani en la última jornada y culminar la temporada en la cuarta posición.

## Clubes

### Como entrenador
| Club            | País   | Año           |
| --------------- | ------ | ------------- |
| América Mineiro | Brasil | 2005          |
| Tupi            | Brasil | 2009-2010     |
| Ipatinga        | Brasil | 2010          |
| Tupi            | Brasil | 2010-2011     |
| Villa Nova      | Brasil | 2011          |
| Nova Iguaçu     | Brasil | 2012-2013     |
| Caldense        | Brasil | 2014          |
| Tupi            | Brasil | 2014          |
| Caldense        | Brasil | 2015          |
| Sampaio Corrêa  | Brasil | 2015          |
| Bragantino      | Brasil | 2016          |
| Goiás           | Brasil | 2016          |
| CRB             | Brasil | 2017          |
| Botafogo-SP     | Brasil | 2018-2019     |
| Paysandu        | Brasil | 2019          |
| São Bento       | Brasil | 2020          |
| Sampaio Corrêa  | Brasil | 2020-2021     |
| Novorizontino   | Brasil | 2021-2022     |
| Sampaio Corrêa  | Brasil | 2022          |
| Vitória         | Brasil | 2023-2024     |
| Ceará           | Brasil | 2024-presente |

## Palmarés

### Como entrenador

#### Campeonatos regionales
| Título                | Club           | País   | Año  |
| --------------------- | -------------- | ------ | ---- |
| Copa Río              | Nova Iguaçu    | Brasil | 2012 |
| Campeonato Alagoano   | CRB            | Brasil | 2017 |
| Campeonato Maranhense | Sampaio Corrêa | Brasil | 2020 |
| Campeonato Maranhense | Sampaio Corrêa | Brasil | 2022 |
| Campeonato Baiano     | Vitoria        | Brasil | 2024 |
| Campeonato Cearense   | Ceará          | Brasil | 2025 |

#### Campeonatos nacionales
| Título  | Club    | País   | Año  |
| ------- | ------- | ------ | ---- |
| Serie B | Vitória | Brasil | 2023 |